# Santa Madrona d'Arnes
Santa Madrona és una ermita als afores de la vila d'Arnes (la Terra Alta) inclosa a l'Inventari del Patrimoni Arquitectònic de Catalunya. Es tracta d'un conjunt gòtic dels s. XIV/XV, aprofitant restes anteriors i reformes posteriors.
Ermita situada a la vora dels Algars, fora d'Arnes, feta de maçoneria amb reforços de carreu, essent la part més interessant el porxo, tot de carreu, amb volta nervada de creueria quadripartida. Consta el conjunt de dos cossos, el primer més alt, amb porxo, cor i campanar d'espadanya, es segon, de l'església pròpia, amb volta de canó apuntat i amb contraforts a l'exterior. Presenta una coberta de teula a dos aigües.
A la vora de l'ermita es troba un hort amb altres parets de pedra, font, portes de llinda i una data, "1710".